# Vincent Reffet
Vincent (dit  « Vince ») Reffet, né le 15 septembre 1984 à Creil (Oise) et mort accidentellement le 17 novembre 2020 à Dubaï, est un parachutiste professionnel français, spécialiste de base-jump  et de vol en wingsuit.

## Biographie

### Carrière professionnelle
Vincent Reffet est parachutiste professionnel : il totalise 17 000 sauts en parachute, 1 400 sauts de base-jump. Il pratique le vol en wingsuit depuis 2002. Il est instructeur de parachutisme, pilote Jetman (une aile rigide portative munie de réacteurs), licencié pilote privé (PPL), instructeur en soufflerie où il totalise 1 000 heures, pionnier et instructeur de Speed riding.

### Palmarès
En 2004, Vincent Reffet devient champion de France de freefly à Vannes (France) puis champion du monde de freefly à Boituva (Brésil) en équipe avec Frédéric Fugen.[réf. nécessaire]
- gagne en 2005 les World Games à Duisbourg (Allemagne), puis la Coupe du Monde à Eloy (États-Unis) ;
- est champion du monde à Gera (Allemagne) en 2006 ;
- est champion du monde à Maubeuge (France) en 2008.

En 2009, il est premier en freefly aux World Games de Kaohsiung (Taïwan),.
Le 22 avril 2014, Vincent Reffet et son collègue le Français Fred Fugen battent le record du monde de base-jump citadin en sautant du haut des 828 mètres de la tour Burj Khalifa (Émirats arabes unis) avec l'organisation de Skydive Dubai.
Le 5 novembre 2015, Vince Reffet vole en compagnie d’Yves Rossy autour d'un Airbus A380 de la compagnie Emirates au-dessus de Dubaï.
En 2016, il vole, avec son partenaire Fred Fugen, en compagnie de la Patrouille de France. 
En 2017, les Soul Flyers créent le buzz en réussissant à s'introduire dans un avion en plein vol à l'aide d'une combinaison de wingsuit.

### Mort
Le 17 novembre 2020, il meurt  à la suite d'un accident durant un vol en prototype d'aile rigide motorisée au-dessus de Dubaï,.